# Serving Life
Serving Life es un documental estadounidense de 2011, dirigido por Lisa R. Cohen, Oprah Winfrey fue parte de la producción, musicalizado por W.G. Snuffy Walden, en la fotografía estuvieron Sean Vaughn y Joe Venafro, los protagonistas son Forest Whitaker, Justin Granier y Couertney Washington, entre otros. Esta obra se estrenó el 28 de julio de 2011.

## Sinopsis
El actor Forest Whitaker cuenta la historia de unos prisioneros voluntarios que trabajan en su propio asilo, adentro de una cárcel de máxima seguridad en Luisiana, ellos cuidan a sus compañeros cuando están en sus últimos momentos de vida. En esta penitenciaría la condena media es superior a 90 años.